# Niszczyciele typu Zumwalt
Niszczyciele typu Zumwalt (DDG-1000) – typ amerykańskich wielozadaniowych niszczycieli w trakcie budowy, w którym nacisk położono na możliwość wykonywania uderzeń na cele lądowe. Projektowane są i budowane z pełnym wachlarzem technologii stealth – minimalnego RCS oraz minimalnych sygnatur: akustycznej, w podczerwieni i magnetycznej.

## Budowa
W latach 90. XX wieku, po ostatecznym wycofaniu ze służby pancerników typu Iowa, amerykańska marynarka wojenna chciała zastąpić okręty tej klasy w zadaniach projekcji ognia na ląd. W 2005 roku nie dostrzegała już jednak takiej konieczności, toteż ograniczyła program z 32 jednostek do 16-24, następnie do 7 okrętów, aby w 2008 roku dążyć do anulowania całego programu. W czasie przesłuchań przed Kongresem marynarka stanęła na stanowisku, że według współczesnych ocen potrzebuje okrętów służących do zwalczania okrętów podwodnych, przeciwokrętowych pocisków manewrujących oraz obrony antybalistycznej. Jakkolwiek okręty typu DDG-1000 mogą wypełniać dwa pierwsze zadania, a po pewnych modyfikacjach także zwalczać pociski balistyczne, z zadań tych nie gorzej wywiążą się jednostki typu DDG-51, które są znacznie tańsze. Toteż US Navy stanęła na stanowisku, że jednostki typu Zumwalt nie są niezbędne, Stany Zjednoczone powinny natomiast wznowić produkcję niszczycieli typu Arleigh Burke, z przeznaczeniem ich do tych właśnie zadań. Kongres zgodził się ostatecznie na wznowienie produkcji niszczycieli typu DDG-51, przeznaczył jednak fundusze i zobowiązał marynarkę do budowy przynajmniej trzech okrętów typu Zumwalt. W rezultacie zamówienie ograniczono do trzech jednostek. Dwie weszły do służby kolejno w 2016 i 2019 roku. Ostatni okręt znajduje się w budowie.
Koszt powstania jednostki prototypowej, planowany na 3 miliardy dolarów, przekroczył jeszcze w trakcie budowy 7 miliardów dolarów.
Najbardziej dostrzegalną cechą charakterystyczną jednostek jest futurystyczna architektura, z kadłubem zintegrowanym z wielościenną nadbudówką o pochyłych ścianach. Spełnia ona wymagania trudnowykrywalności (technologia stealth) – według doniesień, echo radarowe okrętu odpowiadało podczas prób jednostce 15-metrowej. Burty powyżej linii wodnej mają nachylenie dośrodkowe, również dziobnica ma ujemny skos.

## Sensory i wyposażenie
Na wyposażenie jednostek składają się:
- radar dozoru przestrzeni nawodnej i powietrznej AN/SPY-3;
- radar kierowania ogniem i walki elektronicznej AN/SPY-4;
- wyrzutnie celów pozornych SRBOC;
- wyrzutnie pułapek MK-53 Decoy Launching System.

## Spis jednostek
- USS Zumwalt (DDG-1000) – stępkę pod jednostkę położono w listopadzie 2011 roku, zwodowano 28 października 2013, zaś do służby wprowadzono 15 października 2016[8].
- USS Michael Monsoor (DDG-1001) – stępkę pod jednostkę położono w maju 2013 roku, zwodowano w czerwcu 2016. Wprowadzony do służby 26 stycznia 2019[2].
- USS Lyndon B. Johnson (DDG-1002) – stępkę pod jednostkę położono w styczniu 2017 roku, zwodowano 9 grudnia 2018 roku. Okręt jest w trakcie budowy oraz wyposażania[9].